# 若勒什蒂鄉
45°59′N 27°52′E / 45.983°N 27.867°E
若勒什蒂鄉（羅馬尼亞語：Comuna Jorăști, Galați），是羅馬尼亞的鄉份，位於該國東部，由加拉茨縣負責管轄，面積68平方公里，海拔高度105米，2007年人口1,982，人口密度每平方公里29人。